# Liancourt-Fosse
Liancourt-Fosse és un municipi francès situat al departament del Somme i a la regió dels Alts de França. L'any 2007 tenia 235 habitants.

## Demografia

### Població
El 2007 la població de fet de Liancourt-Fosse era de 235 persones. Hi havia 92 famílies de les quals 28 eren unipersonals (8 homes vivint sols i 20 dones vivint soles), 20 parelles sense fills, 36 parelles amb fills i 8 famílies monoparentals amb fills.
La població ha evolucionat segons el següent gràfic:
Habitants censats

### Habitatges
El 2007 hi havia 118 habitatges, 94 eren l'habitatge principal de la família, 15 eren segones residències i 8 estaven desocupats. Tots els 118 habitatges eren cases. Dels 94 habitatges principals, 77 estaven ocupats pels seus propietaris, 15 estaven llogats i ocupats pels llogaters i 3 estaven cedits a títol gratuït; 1 tenia dues cambres, 10 en tenien tres, 22 en tenien quatre i 62 en tenien cinc o més. 76 habitatges disposaven pel capbaix d'una plaça de pàrquing. A 52 habitatges hi havia un automòbil i a 35 n'hi havia dos o més.

### Piràmide de població
La piràmide de població per edats i sexe el 2009 era:
| Homes | Edats   | Dones |
| ----- | ------- | ----- |
| 0     | 95 o +  | 4     |
| 4     | 90 a 94 | 0     |
| 0     | 85 a 89 | 0     |
| 0     | 80 a 84 | 0     |
| 8     | 75 a 79 | 4     |
| 4     | 70 a 74 | 4     |
| 16    | 65 a 69 | 8     |
| 4     | 60 a 64 | 8     |
| 0     | 55 a 59 | 0     |
| 4     | 50 a 54 | 4     |
| 12    | 45 a 49 | 4     |
| 8     | 40 a 44 | 8     |
| 8     | 35 a 39 | 4     |
| 8     | 30 a 34 | 8     |
| 8     | 25 a 29 | 16    |
| 0     | 20 a 24 | 8     |
| 4     | 15 a 19 | 4     |
| 8     | 10 a 14 | 8     |
| 8     | 5 a 9   | 8     |
| 4     | 0 a 4   | 0     |

## Economia
El 2007 la població en edat de treballar era de 145 persones, 110 eren actives i 35 eren inactives. De les 110 persones actives 92 estaven ocupades (54 homes i 38 dones) i 18 estaven aturades (4 homes i 14 dones). De les 35 persones inactives 9 estaven jubilades, 13 estaven estudiant i 13 estaven classificades com a «altres inactius».

### Ingressos
El 2009 a Liancourt-Fosse hi havia 100 unitats fiscals que integraven 256 persones, la mediana anual d'ingressos fiscals per persona era de 17.086 €.

### Activitats econòmiques
Dels 8 establiments que hi havia el 2007, 1 era d'una empresa extractiva, 1 d'una empresa de fabricació d'altres productes industrials, 2 d'empreses de comerç i reparació d'automòbils, 2 d'empreses de serveis i 2 d'empreses classificades com a «altres activitats de serveis».
L'any 2000 a Liancourt-Fosse hi havia 10 explotacions agrícoles que ocupaven un total de 413 hectàrees.

## Poblacions més properes
El següent diagrama mostra les poblacions més properes.